# Heinrich von Rhede (Domherr)
Heinrich von Rhede (* im 12. oder 13. Jahrhundert; † im 13. Jahrhundert) war von 1234 bis 1247 Domherr in Münster.

## Leben
Heinrich von Rhede, Spross des westfälischen Adelsgeschlechts Rhede, fand als Domherr zu Münster erstmals am 31. Juli 1234 urkundliche Erwähnung. Mit aller Wahrscheinlichkeit war er ein Bruder des Ritters Werner von Rhede (münsterischer Ministerialer). Demnach waren die Domherren Werner von Rhede und Johannes von Rhede seine Neffen. Ungewiss ist, ob Heinrich mit dem im Jahre 1232 als Archidiakon in Friesland genannten Hinricus identisch ist. Die Quellenlage gibt über Heinrichs Wirken keinen Aufschluss.